# Abu Sufyan ibn Harb

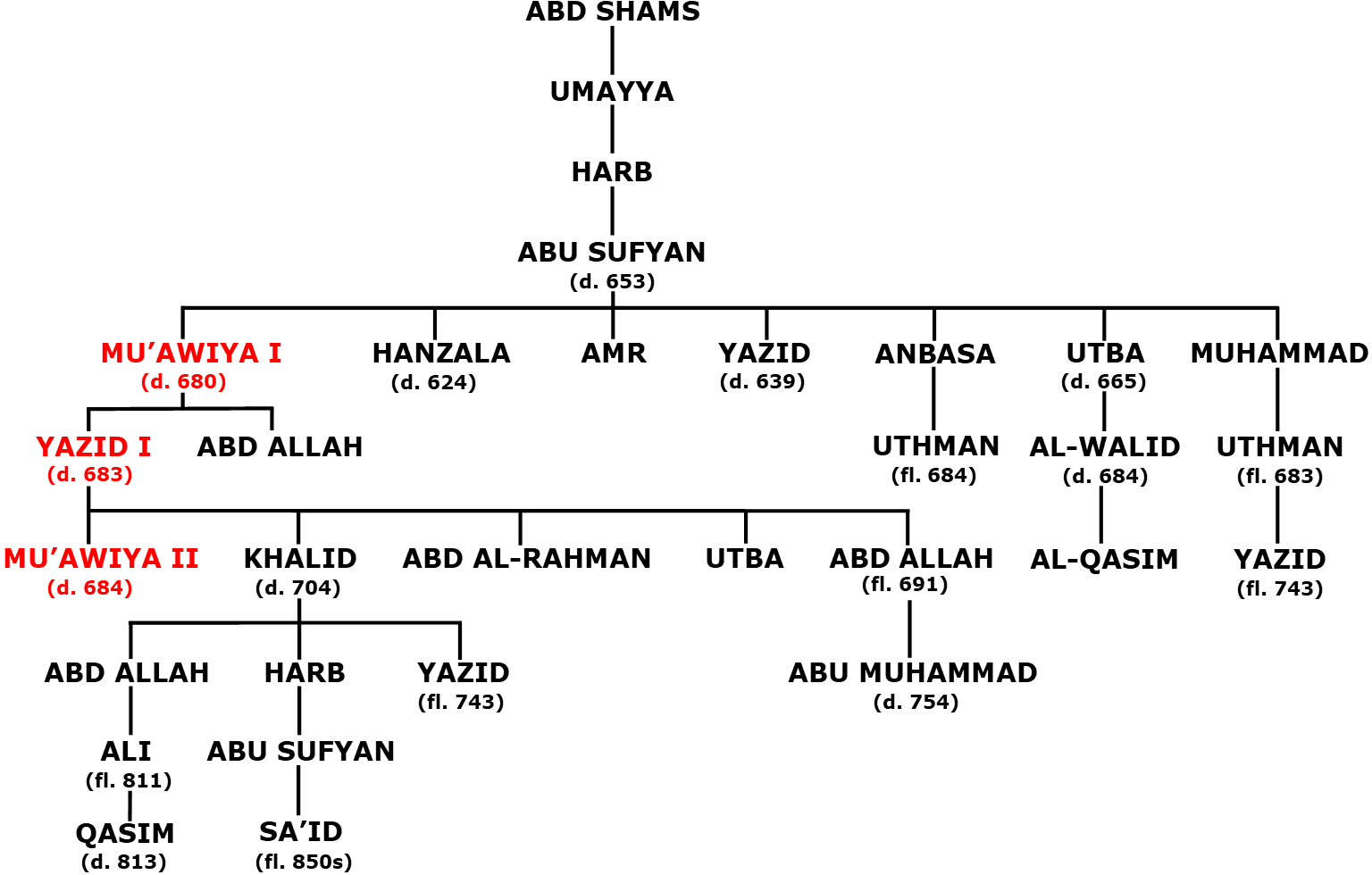
Familjeträdet tillhörande ättlingar till Abu Sufyan som styrde som umayyadkalifer.

Abu Sufyan ibn Harb (arabiska: أبو سفيان بن حرب), född 565, död 653, var en ledare i Quraysh-stammen i Mecka och far till umayyadkalifen Muawiya I. Hans familj tillhörde Banu Abd Shams-klanen, som tillhörde Quraysh. Abu Sufyan tillhörde de ledare i Quraysh som gjorde motstånd mot den islamiske profeten Muhammed innan hijra, och han var motståndare till Muhammed tills han konverterade till islam precis innan Erövringen av Mecka. Som en framstående finansiär och köpman var Abu Sufyan engagerad i handel i Levanten och ledde ofta karavaner från Mecka till regionen.